# Carach Angren (groupe)
Pour les articles homonymes, voir Carach Angren.
Carach Angren est un groupe néerlandais de black metal symphonique, originaire de Landgraaf, dans la province de Limbourg.

## Historique
Le groupe est formé en 2003 par Dennis Droomers (Seregor), Clemens et Ivo Wijers (Ardek et Namtar). Après une première démo en 2004 puis un mini-album en 2005, le groupe enregistre l'album Lammendam en janvier 2008 sous le label Maddening Media, album favorablement accueilli par la presse spécialisée et le public,,. 
Le groupe devient rapidement populaire et un second album produit par Maddening Media voit le jour en 2010 : Death Came Through A Phantom Ship. En 2012, voit la production de leur troisième album, Where the Corpses Sink Forever, ainsi qu'un nouveau label. Un nouvel album est prévu pour 2015, dont une chanson s'intitulant There Is No Place Like Home est sortie en 2014 pour en faire la promotion.  
Le 17 février 2015, le groupe publie son nouvel album This Is No Fairytale en streaming sur Metal Hammer. L'album est officiellement publié le 23 février 2015.
Le 16 juin 2017, Carach Agren revient avec l'album Dance and Laugh Amongst the Rotten.
Le 7 mars 2020, quelques jours après avoir annoncé son intention de quitter le groupe, Namtar donne son dernier concert avec Carach Angren au festival In Theatrum Denonium à Denain.

## Style musical
Les thèmes abordés dans les paroles des chansons concernent essentiellement les fantômes et les phénomènes paranormaux. Le nom du groupe, Carach Angren (« les mâchoires d'acier »), est issu de l'univers de J.R.R. Tolkien. Il désigne un passage dans le nord-ouest du Mordor.

## Membres

### Membres actuels
- Dennis « Seregor » Droomers – chant, guitare (depuis 2003)
- Clemens « Ardek » Wijers – clavier, orchestration (depuis 2003)

### Membres de session
- Ivo « Namtar » Wijers – batterie, percussions (2003-2020)
- Nikos Mavridis – violon (depuis 2008)
- Philip Breuer – chant (2008, 2012)
- Patrick Damiani – basse (2008-2010)
- Yves Blaschette – violoncelle (2008)
- Hye-Jung – chant féminin (2008)

### Membres de tournée
- Patrick Damiani – basse (2008-2010)
- Koen « Trystys » Verstralen – guitare (2008-2010)
- Marcel « Valak » Hendrix – guitare (2010-2012)
- Nikos Mavridis – violon (2013)
- Diogo « Yogy » Bastos – guitare (2016)

## Discographie

### Albums
- 2005 : Ethereal Veiled Existence
- 2008 : Lammendam
- 2010 : Death Came Through a Phantom Ship
- 2012 : Where the Corpses Sink Forever
- 2015 : This Is No Fairytale
- 2017 : Dance and Laugh Amongst the Rotten
- 2020 : Franckensteina Strataemontanus (24 Juin)

### Démo
- 2004 : The Chase Vault Tragedy - Demo (2004) à propos du Caveau des Chase

### Clips Musicaux
Blood Queen (2017)